# Striuntius
Genre
Striuntius est un genre de poissons d'eau douce téléostéens de la famille des Cyprinidae (ordre des Cypriniformes).

## Liste des espèces
Selon World Register of Marine Species (11 août 2023) :
- Striuntius lateristriga (Valenciennes, 1842)
- Striuntius lineatus (Duncker, 1904)

## Systématique
Le nom valide complet (avec auteur) de ce taxon est Striuntius Kottelat, 2013,.

## Étymologie
Le nom générique, Striuntius, est la combinaison des premiers caractères du latin striatus, « strié », et des derniers du genre Puntius, et fait référence aux motifs rayés de ces espèces.

## Publication originale
- (en) Maurice Kottelat, « The fishes of the inland waters of Southeast Asia: A catalogue and core bibliography of the fishes known to occur in freshwaters, mangroves and estuaries », The Raffles Bulletin of Zoology, Lee Kong Chian Natural History Museum (d), vol. Supplement 27,‎ 2013, p. 1-663 (ISSN 0217-2445 et 2345-7600, lire en ligne).